# Neobisium macrodactylum montenegrense
Neobisium macrodactylum montenegrense es una subespecie de arácnido del orden Pseudoscorpionida de la familia Neobisiidae.

## Distribución geográfica
Se encuentra en Montenegro.